# Gran Premio de las Américas de Motociclismo de 2016
El Gran Premio de las Américas de 2016 fue la tercera prueba del Campeonato del Mundo de Motociclismo de 2016. Tuvo lugar en el fin de semana del 8 al 10 de abril de 2016 en el Circuito de las Américas, situado en la ciudad de Austin, Texas, Estados Unidos. La carrera de MotoGP fue ganada por Marc Márquez, seguido de Jorge Lorenzo y Andrea Iannone. Álex Rins fue el ganador de la prueba de Moto2, por delante de Sam Lowes y Johann Zarco. La carrera de Moto3 fue ganada por Romano Fenati, Jorge Navarro fue segundo y Brad Binder tercero.

## Resultados

### Resultados MotoGP
| Pos.            | N.º | Piloto           | Constructor | Vueltas | Tiempo       | Parrilla | Puntos |
| --------------- | --- | ---------------- | ----------- | ------- | ------------ | -------- | ------ |
| 1               | 93  | Marc Márquez     | Honda       | 21      | 43:57.945    | 1        | 25     |
| 2               | 99  | Jorge Lorenzo    | Yamaha      | 21      | +6.107       | 2        | 20     |
| 3               | 29  | Andrea Iannone   | Ducati      | 21      | +10.947      | 7        | 16     |
| 4               | 25  | Maverick Viñales | Suzuki      | 21      | +18.422      | 4        | 13     |
| 5               | 41  | Aleix Espargaró  | Suzuki      | 21      | +20.711      | 9        | 11     |
| 6               | 45  | Scott Redding    | Ducati      | 21      | +28.961      | 10       | 10     |
| 7               | 44  | Pol Espargaró    | Yamaha      | 21      | +32.112      | 13       | 9      |
| 8               | 51  | Michele Pirro    | Ducati      | 21      | +32.757      | 17       | 8      |
| 9               | 8   | Héctor Barberá   | Ducati      | 21      | +34.592      | 14       | 7      |
| 10              | 6   | Stefan Bradl     | Aprilia     | 21      | +40.211      | 16       | 6      |
| 11              | 19  | Álvaro Bautista  | Aprilia     | 21      | +45.423      | 19       | 5      |
| 12              | 50  | Eugene Laverty   | Ducati      | 21      | +47.127      | 15       | 4      |
| 13              | 53  | Esteve Rabat     | Honda       | 21      | +47.426      | 20       | 3      |
| 14              | 68  | Yonny Hernández  | Ducati      | 21      | +51.190      | 18       | 2      |
| 15              | 76  | Loris Baz        | Ducati      | 21      | +1:12.929    | 12       | 1      |
| 16              | 35  | Cal Crutchlow    | Honda       | 21      | +1:19.252    | 5        |        |
| 17              | 38  | Bradley Smith    | Yamaha      | 21      | +1:28.036    | 11       |        |
| Ret             | 26  | Dani Pedrosa     | Honda       | 11      | Caída Damage | 8        |        |
| Ret             | 4   | Andrea Dovizioso | Ducati      | 6       | Caída        | 6        |        |
| Ret             | 46  | Valentino Rossi  | Yamaha      | 2       | Caída        | 3        |        |
| DNS             | 43  | Jack Miller      | Honda       |         | No participó |          |        |
| Reporte Oficial |     |                  |             |         |              |          |        |

### Resultados Moto2
| Pos.            | N.º | Piloto              | Constructor | Vueltas | Tiempo       | Parrilla | Puntos |
| --------------- | --- | ------------------- | ----------- | ------- | ------------ | -------- | ------ |
| 1               | 40  | Álex Rins           | Kalex       | 19      | 41:22.174    | 1        | 25     |
| 2               | 22  | Sam Lowes           | Kalex       | 19      | +2.091       | 3        | 20     |
| 3               | 5   | Johann Zarco        | Kalex       | 19      | +7.737       | 2        | 16     |
| 4               | 77  | Dominique Aegerter  | Kalex       | 19      | +8.646       | 4        | 13     |
| 5               | 94  | Jonas Folger        | Kalex       | 19      | +8.791       | 7        | 11     |
| 6               | 24  | Simone Corsi        | Speed Up    | 19      | +11.083      | 8        | 10     |
| 7               | 12  | Thomas Lüthi        | Kalex       | 19      | +11.278      | 5        | 9      |
| 8               | 19  | Xavier Siméon       | Speed Up    | 19      | +17.933      | 18       | 8      |
| 9               | 60  | Julián Simón        | Speed Up    | 19      | +18.718      | 11       | 7      |
| 10              | 23  | Marcel Schrötter    | Kalex       | 19      | +19.408      | 13       | 6      |
| 11              | 73  | Álex Márquez        | Kalex       | 19      | +22.173      | 21       | 5      |
| 12              | 11  | Sandro Cortese      | Kalex       | 19      | +23.898      | 10       | 4      |
| 13              | 39  | Luis Salom          | Kalex       | 19      | +25.395      | 14       | 3      |
| 14              | 21  | Franco Morbidelli   | Kalex       | 19      | +26.883      | 9        | 2      |
| 15              | 30  | Takaaki Nakagami    | Kalex       | 19      | +27.598      | 6        | 1      |
| 16              | 55  | Hafizh Syahrin      | Kalex       | 19      | +29.341      | 17       |        |
| 17              | 54  | Mattia Pasini       | Kalex       | 19      | +30.197      | 19       |        |
| 18              | 32  | Isaac Viñales       | Tech 3      | 19      | +36.863      | 25       |        |
| 19              | 14  | Ratthapark Wilairot | Kalex       | 19      | +38.383      | 24       |        |
| 20              | 97  | Xavi Vierge         | Tech 3      | 19      | +38.437      | 23       |        |
| 21              | 2   | Jesko Raffin        | Kalex       | 19      | +45.206      | 26       |        |
| 22              | 49  | Axel Pons           | Kalex       | 19      | +47.688      | 15       |        |
| 23              | 7   | Lorenzo Baldassarri | Kalex       | 19      | +53.873      | 12       |        |
| 24              | 33  | Alessandro Tonucci  | Kalex       | 19      | +1:11.159    | 28       |        |
| Ret             | 44  | Miguel Oliveira     | Kalex       | 11      | Caída Damage | 20       |        |
| Ret             | 52  | Danny Kent          | Kalex       | 5       | Clutch       | 16       |        |
| Ret             | 70  | Robin Mulhauser     | Kalex       | 3       | Caída        | 27       |        |
| Ret             | 10  | Luca Marini         | Kalex       | 3       | Caída        | 22       |        |
| DNS             | 8   | Efrén Vázquez       | Suter       |         | No participó |          |        |
| Reporte Oficial |     |                     |             |         |              |          |        |

### Resultados Moto3
| Pos.            | N.º | Piloto                 | Constructor | Vueltas | Tiempo          | Parrilla | Puntos |
| --------------- | --- | ---------------------- | ----------- | ------- | --------------- | -------- | ------ |
| 1               | 5   | Romano Fenati          | KTM         | 18      | 41:14.868       | 5        | 25     |
| 2               | 9   | Jorge Navarro          | Honda       | 18      | +6.612          | 2        | 20     |
| 3               | 41  | Brad Binder            | KTM         | 18      | +10.535         | 12       | 16     |
| 4               | 65  | Philipp Öttl           | KTM         | 18      | +10.975         | 1        | 13     |
| 5               | 55  | Andrea Locatelli       | KTM         | 18      | +13.845         | 7        | 11     |
| 6               | 33  | Enea Bastianini        | Honda       | 18      | +14.123         | 3        | 10     |
| 7               | 44  | Arón Canet             | Honda       | 18      | +16.309         | 22       | 9      |
| 8               | 11  | Livio Loi              | Honda       | 18      | +21.841         | 10       | 8      |
| 9               | 95  | Jules Danilo           | Honda       | 18      | +22.004         | 8        | 7      |
| 10              | 8   | Nicolò Bulega          | KTM         | 18      | +22.351         | 11       | 6      |
| 11              | 84  | Jakub Kornfeil         | Honda       | 18      | +22.714         | 4        | 5      |
| 12              | 58  | Juan Francisco Guevara | KTM         | 18      | +22.764         | 14       | 4      |
| 13              | 20  | Fabio Quartararo       | KTM         | 18      | +26.024         | 9        | 3      |
| 14              | 21  | Francesco Bagnaia      | Mahindra    | 18      | +28.161         | 18       | 2      |
| 15              | 16  | Andrea Migno           | KTM         | 18      | +28.259         | 21       | 1      |
| 16              | 10  | Alexis Masbou          | Peugeot     | 18      | +39.223         | 15       |        |
| 17              | 4   | Fabio Di Giannantonio  | Honda       | 18      | +39.348         | 31       |        |
| 18              | 19  | Gabriel Rodrigo        | KTM         | 18      | +39.739         | 24       |        |
| 19              | 24  | Tatsuki Suzuki         | Mahindra    | 18      | +40.160         | 13       |        |
| 20              | 89  | Khairul Idham Pawi     | Honda       | 18      | +48.107         | 32       |        |
| 21              | 17  | John McPhee            | Peugeot     | 18      | +48.334         | 17       |        |
| 22              | 64  | Bo Bendsneyder         | KTM         | 18      | +48.442         | 23       |        |
| 23              | 6   | María Herrera          | KTM         | 18      | +1:15.871       | 25       |        |
| 24              | 77  | Lorenzo Petrarca       | Mahindra    | 18      | +1:16.043       | 28       |        |
| 25              | 76  | Hiroki Ono             | Honda       | 18      | +1:19.441       | 16       |        |
| 26              | 3   | Fabio Spiranelli       | Mahindra    | 18      | +1:45.929       | 33       |        |
| Ret             | 23  | Niccolò Antonelli      | Honda       | 16      | Caída           | 30       |        |
| Ret             | 98  | Karel Hanika           | Mahindra    | 11      | Caída Damage    | 19       |        |
| Ret             | 43  | Stefano Valtulini      | Mahindra    | 9       | Retirado        | 26       |        |
| Ret             | 88  | Jorge Martín           | Mahindra    | 7       | Caída Damage    | 20       |        |
| Ret             | 40  | Darryn Binder          | Mahindra    | 5       | Colisión Damage | 29       |        |
| Ret             | 36  | Joan Mir               | KTM         | 4       | Colisión Damage | 27       |        |
| Ret             | 7   | Adam Norrodin          | Honda       | 1       | Caída           | 6        |        |
| Reporte Oficial |     |                        |             |         |                 |          |        |